# Zdenkó
A Zdenkó férfinevet általában a latin Sidonius névre vezetik vissza, amelynek jelentése: Sidon városából való, ám újabban felmerült, hogy a szláv Zdeslav név önállósult becenevéből ered. Az utóbbi név elemeinek jelentése: kívánság + hála, dicsőség.  Női párja: Zdenka.

## Gyakorisága
Az 1990-es években szórványos név, a 2000-es években nem szerepel a 100 leggyakoribb férfinév között.

## Névnapok
- november 14.[2]

## Híres Zdenkók
- Tamássy Zdenkó zeneszerző (1921 – 1987)
- Sternbergi Zdenkó olmüci püspök (kb. 1500 - kb. 1570)